# 東部方面情報隊
東部方面情報隊（とうぶほうめんじょうほうたい、Eastern Army Millitary Intelligence）は、陸上自衛隊朝霞駐屯地（東京都練馬区）に隊本部が駐屯する東部方面隊直轄の情報科部隊である。

## 概要
隊長は1等陸佐（二）が充てられ、情報運用の集約一元化を目的として2010年（平成22年）3月から「方面情報処理隊」の「方面情報隊」化改編が実施されていた。2010年の中部・西部の各情報隊、2013年（平成25年）の北部方面情報隊の新編以降、10年以上にわたり方面情報処理隊の改編が実施されてこなかったが、2025年（令和7年）3月に4例目として、東部方面情報処理隊を改編して発足したのが当部隊である。
隷下部隊となる「東部方面情報収集隊」は、東部方面隊隷下では編成がなかった「方面無人偵察機隊」と「方面移動監視隊」を統合した部隊であり、情報隊新編にあたり、北富士駐屯地に新編された。

## 沿革
東部方面情報処理隊
- 2008年（平成20年）3月26日：東部方面情報処理隊が朝霞駐屯地において編成完結。

東部方面情報隊
- 2025年（令和07年）3月24日：部隊新・改編。

1. 東部方面情報処理隊（朝霞駐屯地）を母体に東部方面情報隊が朝霞駐屯地において編成完結。
2. 東部方面情報収集隊が北富士駐屯地に新編。

## 部隊編成
- 東部方面情報隊本部「東情隊」（朝霞駐屯地）

- 東部方面情報収集隊（北富士駐屯地）

## 主要幹部
| 官職名           | 階級    | 氏名     | 補職発令日     | 前職                   |
| ---------------- | ------- | -------- | -------------- | ---------------------- |
| 東部方面情報隊長 | 1等陸佐 | 齋木小無 | 2025年03月24日 | 東部方面総監部情報部付 |

| 代 | 氏名     | 在職期間         | 前職                   | 後職 |
| -- | -------- | ---------------- | ---------------------- | ---- |
| 01 | 齋木小無 | 2025年03月24日 - | 東部方面総監部情報部付 |      |